# 33255 Kathybush
33255 Kathybush è un asteroide della fascia principale. Scoperto nel 1998, presenta un'orbita caratterizzata da un semiasse maggiore pari a 3,1885110 UA e da un'eccentricità di 0,1714642, inclinata di 8,59102° rispetto all'eclittica.